# Cornus mas
Cornus mas, el cornejo macho, es una especie del género Cornus nativa del sur de Europa y suroeste de  Asia.

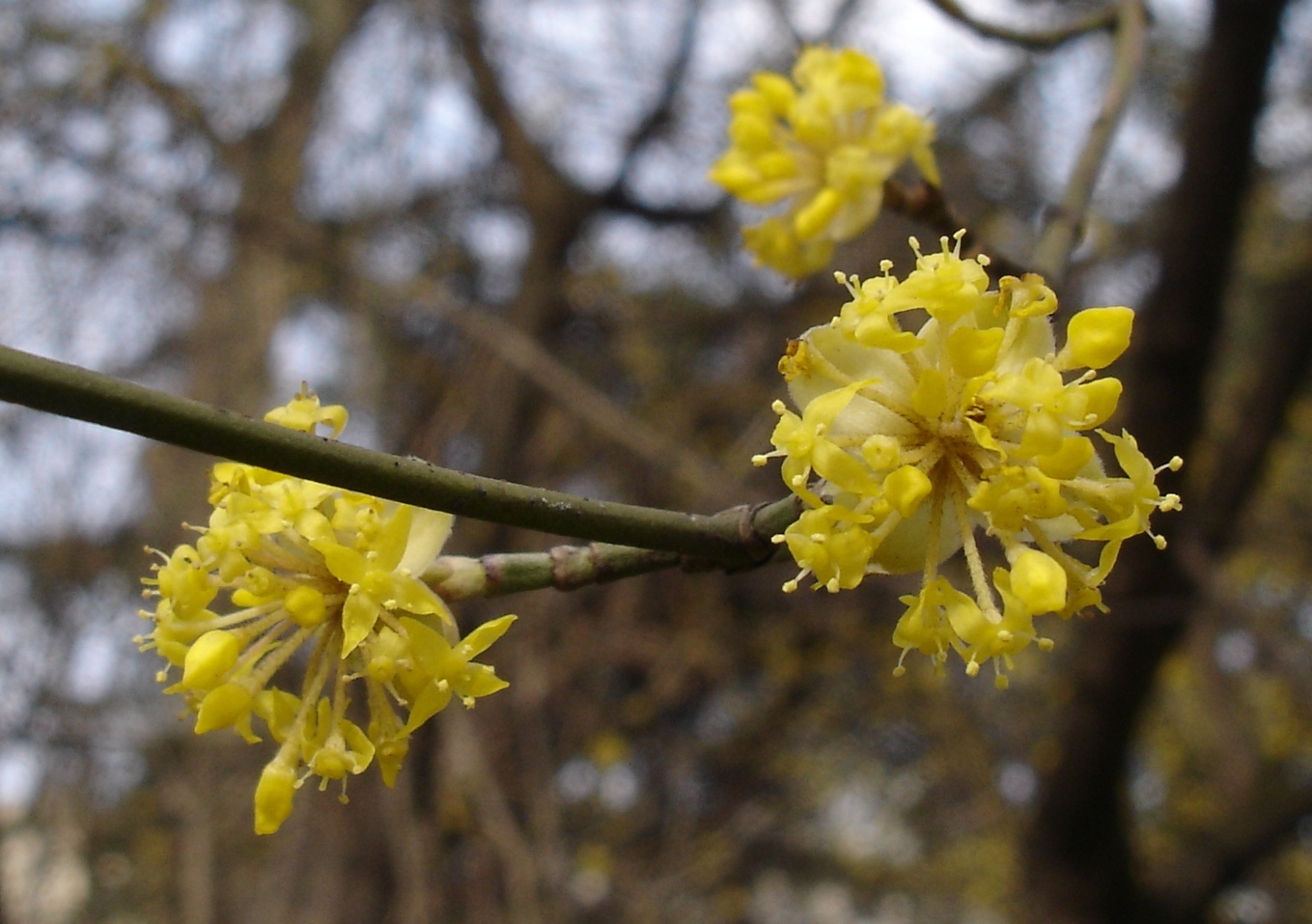
Flores del corno europeo

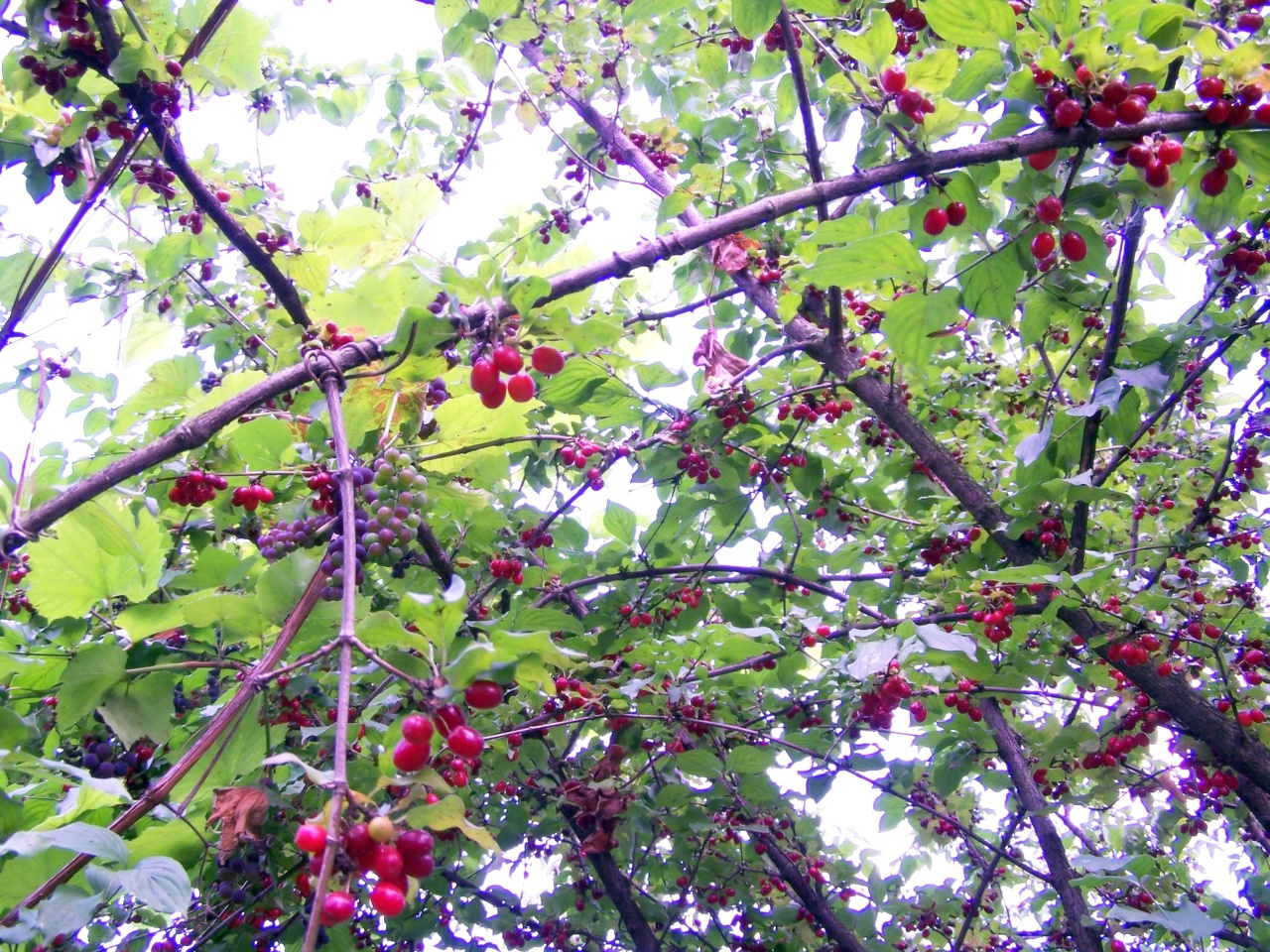
Frutos del corno europeo

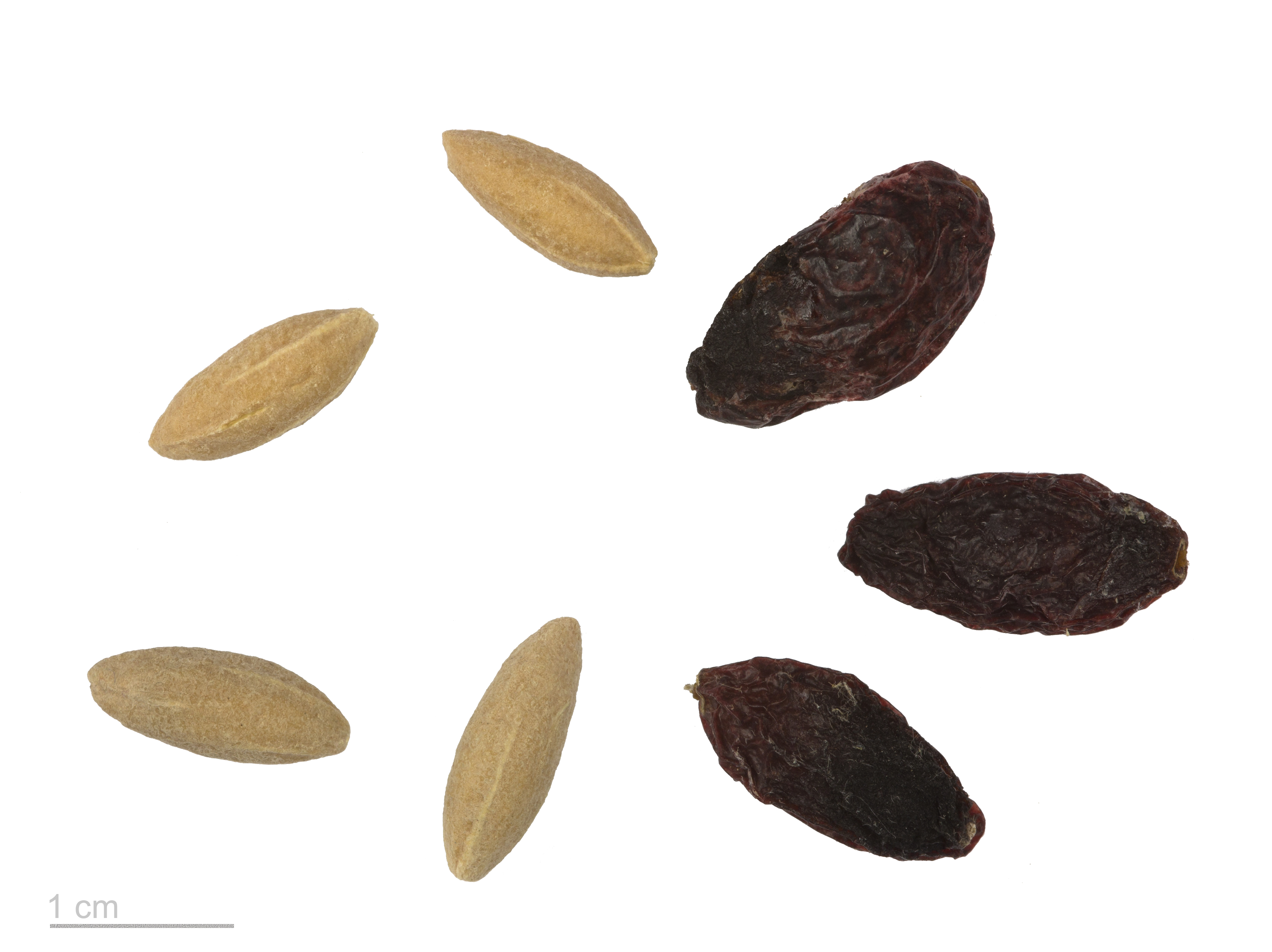
Cornus mas - MHNT

## Descripción
Es un arbusto de tamaño medio de hojas caducas   o pequeño árbol de unos 5 a 12 m de altura, con los ramas marrones oscuras y las ramitas verdosas. Las hojas están enfrentadas de 4 a 10 cm largo y de 2 a 4 cm de  ancho, con forma ovada a  oblonga y un margen entero. 
Las flores son pequeñas (diámetro de 5 a 10 mm), con cuatro pétalos amarillos, que se encuentran en racimos de 10 a 25 juntas, a finales de invierno,  antes de que aparezcan las hojas. La fruta es roja, son drupas oblongas de 2 cm de largo y de 1,5 de ancho, conteniendo una sola semilla.

## Usos

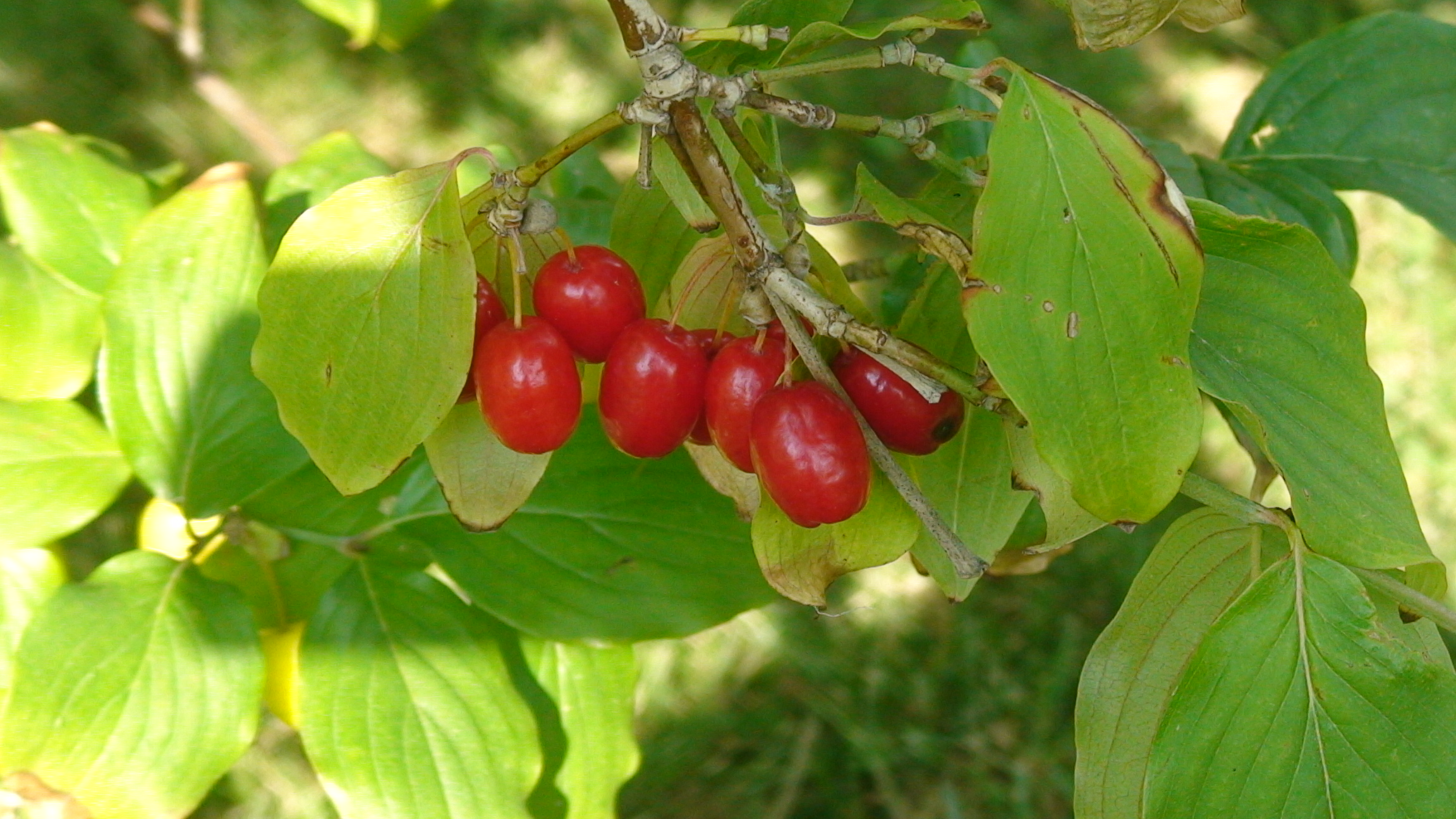
Frutos

La fruta es comestible, con sabor ácido; se utiliza principalmente para hacer mermelada, pero también puede ser comida desecada. Hay cultivares seleccionados para la producción de fruta en Ucrania con fruta de hasta 4 cm de largo. La especie también se cultiva como planta ornamental, porque florece a finales de invierno.
Su madera es más densa que el agua. Se produce un tinte de su corteza y tanino de sus hojas. Es muy rico en vitamina C y se utiliza para combatir los resfriados y gripes.

## Taxonomía
Cornus mas fue descrito por Carlos Linneo  y publicado en Species Plantarum 1: 117. 1753.
Sinonimia
- Cornus praecox Stokes   [1812]
- Cornus mascula L. [1759]
- Cornus vernalis Salisb. [1796]
- Cornus nudiflora Dumort. [1829]
- Cornus erythrocarpa St.-Lag.[2]
- Macrocarpium mas (L.) Nakai (1909).
- Cornus flava Steud. (1821).
- Cornus homerica Bubani (1899).
- Eukrania mascula (L.) Merr. (1949).[3]

## Literatura
- Cornus L., en: Meyers Konversationslexikon, 4. Aufl. 1888-90, Bd. 4, S. 283.
- Van Heurck, H. & De Beucker, J.I. (1861). Antwerpsche Analytische Flora 1: 1-192. Drukkerij der weduwe Jos. Van Ishoven, Antwerpen.

- Govaerts, R. (1999). World Checklist of Seed Plants 3(1, 2a & 2b): 1-1532. Continental Publishing, Deurne.

- Govaerts, R. (2003). World Checklist of Selected Plant Families Database in ACCESS: 1-216203. The Board of Trustees of the Royal Botanic Gardens, Kew.